# Mesocixiella shaanxiensis
Mesocixiella shaanxiensis är en insektsart som beskrevs av Liu Zuin 1985. Mesocixiella shaanxiensis ingår i släktet Mesocixiella och familjen kilstritar. Inga underarter finns listade i Catalogue of Life.